# Großpriesligk
Großpriesligk ist ein Ortsteil der Stadt Groitzsch im Landkreis Leipzig (Freistaat Sachsen). Der Ort wurde 1935 in die Stadt Groitzsch eingemeindet.

## Geografie und Verkehr
Großpriesligk liegt in der Leipziger Tieflandsbucht 1,5 Kilometer südöstlich der Stadt Groitzsch, das jenseits der stillgelegten Bahnstrecken liegt. Der Ort liegt am Schlumperbach (nicht zu verwechseln mit der Schlumper bei Störmthal), einem Zufluss der Schnauder. Im Westen und Süden wird Großpriesligk von der Bundesstraße 176 begrenzt. Die ehemals parallel zu dieser verlaufenden Bahnstrecken Gaschwitz–Meuselwitz und  Neukieritzsch–Pegau wurden in den 1990er Jahren stillgelegt.

## Geschichte
Großpriesligk wurde im Jahr 1350 erstmals als „Pristaulig“ erwähnt. Der Ortsname leitet sich von dem slawischen Wort „prieselek“ ab, welches die Bedeutung „kleines Beidorf“ hat. Obwohl der Name slawischen Ursprungs ist, waren die ersten Siedler Germanen, erst später wohnten Slawen im Dorf. Im Gegensatz zum südwestlich gelegenen Kleinprießligk hat sich für Großpriesligk die Schreibung mit „s“ durchgesetzt.
Die Grundherrschaft über den Ort lag um 1548 beim Rittergut Böhlen und um 1606 beim Rittergut Domsen (Amt Weißenfels). 1696 wird ein Rittergut Großpriesligk erwähnt. Großpriesligk lag bis 1856 im kursächsischen bzw. königlich-sächsischen Amt Pegau. Ab 1856 gehörte der Ort zum Gerichtsamt Pegau und ab 1875 zur Amtshauptmannschaft Borna.
Am 1. Oktober 1935 wurde Großpriesligk als erster Ort nach Groitzsch eingemeindet. Als Ortsteil von Groitzsch wurde Großpriesligk im Jahr 1952 dem Kreis Borna im Bezirk Leipzig, 1990 dem sächsischen Landkreis Borna, 1994 dem Landkreis Leipziger Land und 2008 dem Landkreis Leipzig zugeordnet.
Für die Umsiedlung der im Abbaugebiet der Braunkohletagebaue liegenden Orte Peres (1982–1983 durch Tagebau Peres devastiert), Droßdorf (1982–1983 durch Tagebau Schleenhain devastiert) und Käferhain (1984 durch Tagebau Groitzscher Dreieck devastiert) wurde 1981 ein Neubaugebiet im Süden von Großpriesligk eingerichtet, dessen Straßen die Namen der abgebaggerten Ortschaften tragen.

## Sehenswürdigkeiten
- Gasthof Großpriesligk, Gebäude aus der Gründerzeit[4]